# FKVK Mavrica Radomlje
FKVK Mavrica Radomlje je kulturno društvo, ki se ukvarja s fotografijo, videom in filmom. Ustanovljeno je bilo 29. januarja 1969 in kmalu postalo eno najbolj znanih tovrstnih društev v Sloveniji. Društvo je bilo dve desetletji med ustvarjalno najuspešnejšimi društvi v tedanji Jugoslaviji. Pripravilo je več fotografskih  razstav in filmskih festivalov. V žiriji festivalov in razstav so bili Mile de Gleria, Vlastja Simončič, Stanka Godnič, Rudi Klarič, Maja Weiss in drugi vidni fotografski in filmski ustvarjalci in kritiki. Predsednik društva je že vse od ustanovitve Janez Kosmač. V kraju je poleg fotografskih razstav in filmskih ter video-projekcij v letih 1972 - 1988 gojilo tudi dramsko dejavnost.
Društvo je prejelo več nagrad na filmskih festivalih in fotografskih razstavah. Leta 1974 je film Diptih (režija in scenarij Vasja Hafner, kamera Peter Rojc, igra Igor Lipovšek) zmagal na Jugoslovanskem festivalu ljubiteljskega filma v Novem Sadu. Na mednarodnem festivalu Unica v Švici je nagrado osvojil film Komu (režija, scenarij, kamera in montaža Anton Mueller). Iz kluba sta izšla tudi poklicna režiserja Franc Arko in Matjaž Koncilja. 
Društvo skrbi tudi za dokumentarno beleženje dogodkov na območju ob reki Kamniški Bistrici med Kamniškimi planinami in Savo ter na fotografiji in filmu ohranja stare običaje in dejavnosti. Za arhiviranje starih obrti in stavb je uspešno sodelovalo z Dušico Kunaver.